# Sankt Martin am Wöllmißberg
Sankt Martin am Wöllmißberg è un comune austriaco di 813 abitanti nel distretto di Voitsberg, in Stiria.